# Estación de Liria (Renfe)
Liria fue la estación término de la línea Valencia-Liria de ancho ibérico, desmantelada en su práctica totalidad, situada junto a la intersección de la Calle Benisanó y la Calle Joaquín Izquierdo, de Liria (Valencia). La estación entró en servicio originalmente en 1889. Con los años llegó a ser cabecera del primitivo servicio de ferrobús hasta el 1 de enero de 1985, cuando pasó a ser estación para mercancías exclusivamente.

## Distribución de las vías
| Vía | Trenes y destinos             |
| --- | ----------------------------- |
| 1   | Valencia-Norte (Desmantelada) |

## Líneas y conexiones
| origen/destino | < estación | línea          | estación > | origen/destino |
| -------------- | ---------- | -------------- | ---------- | -------------- |
| Valencia-Norte | Benaguacil | Valencia-Líria | terminal   | terminal       |

## Otros medios de transporte que atienden la Estación de Líria y sus alrededores

### MetroValencia
Desde 1985 el servicio ferroviario de Líria se realiza mediante el ferrocarril de vía estrecha (FEVE y más tadre FGV) que tiene su estación 2 manzanas en dirección este de la estación de ancho ibérico.
| << cabecera | < estación | Línea | estación > | cabecera >>      |
| ----------- | ---------- | ----- | ---------- | ---------------- |
| Terminal    | Terminal   |       | Benaguasil | Torrent Avinguda |